# U Elektry
U Elektry je ulice v katastrálním území Vysočany a Hloubětín na Praze 9, která začíná na křižovatce ulic Ivana Hlinky (do roku 2019 Pod Spalovnou) a Modrého a má slepé zakončení. Její tvar připomíná majuskulní písmeno J, přičemž její delší část má přibližný severojižní průběh. Ústí do ní ulice Sousedíkova a protíná ji Poděbradská. Z jižního úseku vede podchod pod železniční tratí 010 do ulice Mezitraťové přibližně v místech, kde stávala železniční zastávka Praha-Hloubětín. Pozůstatkem připomínajícím někdejší zastávku je drážní domek. S malými výjimkami tvoří ulice hranici mezi katastrálními územími, západní část patří k Vysočanům, východní k Hloubětínu.

## Historie a názvy
Ulice vznikla a byla pojmenována v roce 1931. Nazvána je podle své polohy u továrny Elektra, která byla v roce 1950 přejmenována na Teslu (čp. 186). V době nacistické okupace v letech 1940–1945 se německy nazývala Elektra. V roce 2008 byla v souvislosti s budováním nové rezidenční čtvrti Nad Rokytkou prodloužena od ulice Poděbradské na sever.
Jižní úsek ulice má povrch z panelů (stav 2018). Nedaleko křižovatky je na Poděbradské tramvajová zastávka U Elektry.

## Budovy a instituce
- Bleší trhy se v této lokalitě na ploše více než 50 tisíc metrů čtverečních pořádají od června 2016, kdy sem byly přesunuty z areálu ČKD v Kolbenově ulici.[7]
- Tovární komplex Tesla, dříve Elektra, Poděbradská čp. 186/56. Na jaře 2021 budovy demolovány a kompletně sneseny.